# Лиедсон
Лие́дсон да Си́лва Муни́с (порт. Liédson da Silva Muniz; род. 17 декабря 1977, Кайру, Баия) — бразильский и португальский футболист, выступавший на позиции нападающего.

## Карьера

### Клубная
10 июля 2009 года Лиедсон подписал 3-летний контракт со «Спортингом», по которому он стал получать 1,9 млн евро в год.
В 2011 году Лиедсон вернулся в «Коринтианс», где в том же году стал чемпионом Бразилии, а в 2012 году — обладателем Кубка Либертадорес. В этом турнире нападающий сумел отметиться лишь одним забитым голом на групповой стадии, и к концу турнира он стал запасным игроком. Однако он дважды выходил на замену в финальных матчах.
6 августа 2012 года игрок подписал контракт с «Фламенго».
24 января 2013 года футболист перешёл в «Порту» на правах аренды до конца сезона 2012/13.

### Международная
За сборную Бразилии Лиедсон никогда не выступал, зато дал несколько интервью, в которых указывал, что готов выступать за сборную Португалии.
19 августа 2009 года Лиедсон получил португальское гражданство и возможность выступать за сборную Португалии, куда он был вызван главным тренером сборной Карлуш Кейрошем на матч с Данией, посчитавшим, что Лиедсон усилит команду. Сам бразилец сказал, что он счастлив натурализации. В 2010 году 32-летний Лиедсон был включён в состав сборной Португалии на чемпионате мира в ЮАР, где отличился в игре с командой КНДР.

## Статистика
| Выступление         | Выступление      | Выступление      | Чемпионат | Чемпионат | Кубок | Кубок | Кубок лиги | Кубок лиги | Континент. | Континент. | Итого | Итого |
| Клуб                | Лига             | Сезон            | Игры      | Голы      | Игры  | Голы  | Игры       | Голы       | Игры       | Голы       | Игры  | Голы  |
| ------------------- | ---------------- | ---------------- | --------- | --------- | ----- | ----- | ---------- | ---------- | ---------- | ---------- | ----- | ----- |
| Коритиба            | Серия A          | 2001             | 9         | 5         | —     | —     | —          | —          | —          | —          | 9     | 5     |
| Фламенго            | Серия A          | 2002             | 24        | 14        | —     | —     | —          | —          | —          | —          | 24    | 14    |
| Коринтианс          | Серия A          | 2003             | 14        | 10        | —     | —     | —          | —          | —          | —          | 14    | 10    |
| Спортинг (Лиссабон) | Примейра лига    | 2003/04          | 27        | 15        | 2     | 1     | —          | —          | 4          | 3          | 33    | 19    |
| Спортинг (Лиссабон) | Примейра лига    | 2004/05          | 31        | 25        | 2     | 1     | —          | —          | 14         | 9          | 47    | 35    |
| Спортинг (Лиссабон) | Примейра лига    | 2005/06          | 31        | 15        | 5     | 2     | —          | —          | 2          | 0          | 38    | 17    |
| Спортинг (Лиссабон) | Примейра лига    | 2006/07          | 28        | 15        | 6     | 6     | —          | —          | 5          | 0          | 39    | 21    |
| Спортинг (Лиссабон) | Примейра лига    | 2007/08          | 26        | 11        | 3     | 3     | 5          | 4          | 11         | 6          | 45    | 24    |
| Спортинг (Лиссабон) | Примейра лига    | 2008/09          | 26        | 17        | 2     | 2     | 3          | 4          | 4          | 2          | 35    | 25    |
| Спортинг (Лиссабон) | Примейра лига    | 2009/10          | 24        | 12        | 2     | 2     | 2          | 2          | 12         | 3          | 40    | 19    |
| Спортинг (Лиссабон) | Итого            | Итого            | 196       | 110       | 22    | 17    | 10         | 10         | 52         | 23         | 280   | 160   |
| Всего за карьеру    | Всего за карьеру | Всего за карьеру | 237       | 139       | 22    | 17    | 10         | 10         | 52         | 23         | 321   | 189   |

## Достижения

### Командные
- Чемпион Бразилии: 2011
- Чемпион штата Сан-Паулу: 2003
- Обладатель Кубка Португалии (2): 2007, 2008
- Обладатель Суперкубка Португалии (2): 2007, 2008
- Обладатель Кубка Либертадорес: 2012

### Личные
- Лучший бомбардир Кубка Сул-Минас: 2002
- Лучший бомбардир чемпионата Португалии: 2005 (25 голов), 2007 (15 голов)